# Leptogenys saussurei
Leptogenys saussurei é uma espécie de formiga do gênero Leptogenys, pertencente à subfamília Ponerinae.